# Belbo
Der  Belbo (piemontesisch Berb oder Belb) ist ein 86 km langer Fluss im südlichen Piemont (nordwestliches Italien). Er ist ein rechtsseitiger Nebenfluss des Tanaro, des größten nördlichen Flusses der Ligurischen Alpen. Seine Quellen liegen auf etwa 800 m Seehöhe in den Bergen von Montezemolo im Grenzgebiet von Ligurien und dem Piemont, sein Einzugsgebiet umfasst etwa 516 km², großteils in der Langhe-Hochebene. Seine mittlere Wasserführung beträgt 6 m³ pro Sekunde.
Auf seinem Lauf durchquert der Belbo die drei piemontesischen Provinzen Cuneo, Asti und Alessandria. Er mündet – wie sein östlicher Parallelfluss Bormida – bei Villa del Foro einige km westlich der Stadt Alessandria in den Tanaro, der seinerseits nach etwa 15 km dem Po zufließt.
Das sanfte Hügelland nordwestlich des Flusses heißt Bassa Langa (niedrige Langa) und ist durch seinen Weinbau bekannt. Das höhere Hügelland südöstlich des Belbo wird Alta Langa genannt.